# Sphaerechinus granularis
Sphaerechinus granularis là một loài cầu gai trong họ Toxopneustidae, trong tiếng Anh thường được gọi là violet sea urchin (cầu gai tím), Phạm vi phân bố bao gồm Địa Trung Hải và đông Đại Tây Dưong.

## Sinh học
S. granularis thường bao phủ chính nó bằng các mảnh tảo và mảnh vỏ, được giữ cố định bởi chân ống và bởi các cấu trúc giống như móng vuốt được gọi là pedicellaria. Nó gặm tảo, đặc biệt là ăn bám coralline alga, các phiến cỏ biển và các sinh vật biểu sinh của chúng và mảnh vụn.
Sinh sản diễn ra vào bất kỳ thời điểm nào trong năm nhưng thời kỳ cao điểm nhất là mùa xuân và đầu mùa hè. Trứng và tinh trùng được phóng vào cột nước, nơi quá trình thụ tinh diễn ra. Ấu trùng là sinh vật phù du. Sau vài lần lột xác, ấu trùng echinopluteus định cư và trải qua nhiều giai đoạn biến thái hoàn toàn trước khi phát triển thành con non.